# Liste des évêques et archevêques de Fermo
Cette liste recense les évêques et archevêques qui se sont succédé sur le siège de l'archidiocèse de Fermo.

## Évêques de Fermo
- St. Alessandro (246-250)
- St.  Philippe Ier (250-240)
- Juste (cité 502)
- Fabien (580-598)
- Passive (598-602)
- Giovian (649)
- Marcien (cité 675)
- Gauthier (cité 776)
- Loup (cité 826)
- Giso (cité 844)
- Eodicio (cité 879)
- Ami(920-940)
- Gaidulfo (951-977)
- Uberto (996-1044)
- Ermanno (1047-1057)
- Udalrico (1057-1073 ou 1074)
- Pietro Ier (cité 1075)
  - Gualfarango (1076-1079) (illégitime)
- Ugo Candido (1083-1089)
- Azzo Ier (1089-1096)
- Grimoaldo (1097-?)
- Masio (1103-?)
- Azzo II (1108-1119)
- Guldegando (circa 1120)
- Alessandro (1126-1127)
- Liberto (1128-1145)
- Balignano (1145-1167)
- Pietro II (cité 1170)
- Alberik (cité 1174)
- Pietro III (1179-1183)
- Presbitero (1184-1202)
- Adenulfo (1205-1213)
- Ugo (1214-1216)
- Pietro IV. (1216-1223)
- Rainaldo (1223-1227)
  - Alatrino (1228) (administrateur apostolique)
- Filippo II (1229-1250)
- Gerardo (1250-1272)
- Filippo III (1272-vers 1300)
- Alberico Visconti (1301-1314 ou 1315)
  - Amelio di Luatric (1317-1318) (administrateur apostolique)
- Francesco da Mogliano (vers 1318-1325)
  - Francesco de Silvestris (1328-1334) (administrateur apostolique)
  - Vitale da Urbino, O.F.M. (1328) (illégitime)
- Giacomo da Cingoli, O.P. (1334-1348)
- Bongiovanni (1349-1363)
- Alfonso di Tauro (1363-1370)
- Niccolò Marciari (1370-1374)
- Antonio de Vetulis (1374-1385)
- Angelo Pierleoni (1385-?)
- Antonio de Vetulis (1390-1405) (2e fois)
  - Donadio di Narni (1405-1406) (administrateur apostolique)
  - Arcangelo Massi (1406-1406) (administrateur apostolique)
- Leonardo Fisici (1406-1408)
- Giovanni Ier (1408-1410 ?)
- Giovanni Bertoldi, O.F.M. (1412-1417) 
  - Francesco Rustici (1412) (anti-évêque)
  - Giovanni Firmoni (1412-1417) (anti-évêque)
- Giovanni II. (1412-1413)
- Giovanni De Bertoldi, O.F.M. (?–1419)
- Giacomo Migliorati (1421-1425)
  - Domenico Capranica (1425-1432) (administrateur apostolique)
- Bartolomeo Vinci (1432-1434)
  - Domenico Capranica (1434-1458) (administrateur apostolique, 2e fois)
- Nicola Capranica (1458-1473)
  - Angelo Capranica (1473-1474) (administrateur apostolique)
- Girolamo Capranica (1474-1478)
- Giovanni Battista Capranica (1478-1484)
  - Francesco Todeschini Piccolomini (1485-1494) (administrateur apostolique)
  - Agostino Piccolomini (1494-1496) (administrateur apostolique)
  - Francesco Todeschini Piccolomini (1496-1503) (administrateur apostolique, 2e fois)
- Francisco de Remolins (1504-1518)
  - Giovanni Salviati (1518-1521) (administrateur apostolique)
- Niccolò Gaddi (1521-1544)
- Lorenzo Lenzi (1544-1571)
- Felice Peretti Montalto, O.F.M. Conv. (1571–1577)
- Domenico Pinelli (1577–1584)
- Sigismondo Zanettini (1584–1589)

## Archevêques de Fermo
- Sigismondo Zanettini (1589–1594)
- Ottavio Bandini (1595–1606)
- Alesandro Strozzi (1606–1621)
- Pietro Dini (1621–1625)
- Giovanni Battista Rinuccini (1625–1653)
- Carlo Gualterio (1654–1668)
- Giannotto Gualterio (1668–1683)
- Gianfrancesco Ginetti (1684–1691)
  - Fabrizio Paolucci (1692-1695) (administrateur apostolique)
  - Opizio Pallavicini (1696-1696) (administrateur apostolique)
- Baldassarre Cenci (1697–1709)
- Girolamo Mattei (1712–1724)
- Alessandro Borgia (1724–1764)
- Urbano Paracciani Rutili (1764–1777)
- Andrea Antonio Silverio Minucci (1779–1803)
- Cesare Brancadoro (1803–1837)
- Gabriele Ferretti (1837–1842)
- Filippo de Angelis (1842–1877)
- Amilcare Malagola (1877-1895)
- Roberto Papiri (1895–1906)
- Carlo Castelli (1906–1933)
- Ercole Attuoni (1933–1941)
- Norberto Perini (1941–1976)
- Cleto Bellucci (1976–1997)
- Benito Gennaro Franceschetti (1997–2005)
- Luigi Conti (it) (2006–2017)
- Rocco Pennacchio (it) (2017- )